# It (ضمیر)
It، ضمیر شخصی سوم شخص مفرد خنثی در زبان انگلیسی است که برای اشاره به اشیا، چیزها، گیاهان و گاهی جانوران و نوزادان از آن به کار می‌رود</ref>

## کاربرد
ضمیر it (به معنای آن) به جای اسم چیزها یا جانورانی به‌کار می‌رود که یک بار در جمله آمده و از تکرار شدن آن پیش‌گیری می‌کند. البته ضمیر ممکن است مرجع مشخصی در جمله نداشته باشد و مرجع آن آشکار و به‌راحتی قابل تشخیص باشد. معادل فارسی ضمیر it «آن» و گاهی «او» است. it از لحاظ صرفی ضمیر سوم شخص اجسام است و از لحاظ دستوری نقش فاعلی و مفعولی دارد. برای نمونه:
مفعولی:
".I don't want to talk about it"
(من نمی‌خواهم دربارهٔ آن سخن بگویم)
".Where's my pen?" "You left it by the phone"
("خودکارم کجاست؟" "آن را کنار تلفن جا گذاشتی.")
فاعلی:
".Where's my pen?" "It is here"
("خودکارم کجاست؟" "آن این‌جاست.")